# Rue du Château (Paris)
Pour les articles homonymes, voir Rue du Château.
La rue du Château est une voie du 14e arrondissement de Paris, en France.

## Situation et accès
Orientée globalement nord-ouest/sud-est, la rue du Château débute au niveau de la place des Cinq-Martyrs-du-Lycée-Buffon et se termine au 164, avenue du Maine après avoir parcouru 670 m.
Outre ces voies, la rue du Château est rejointe ou traversée par plusieurs autres voies ; du nord au sud :
- nos 60 à 78 et 61 à 83 : interrompue par la place de Catalogne, sur près de 100 m ;
- nos 94 à 100 : place de l'Abbé-Jean-Lebeuf, rue Guilleminot puis rue de l'Ouest, laquelle se poursuit de l'autre côté de la rue du Château ;
- nos 122-124 et 123-125 : rue Raymond-Losserand ;
- nos 141-143 : rue Édouard-Jacques et rue Asseline ;
- nos 142-144 : place Jean-Pronteau, place de Moro-Giafferi et rue Didot.

## Origine du nom
Elle porte ce nom car elle conduisait à l'ancien château du Maine.

## Historique

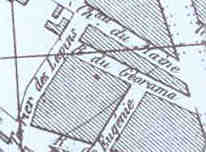
L'aboutissement de la rue du Château-du-Maine sur la chaussée du Maine (extrait d'un plan de 1860.

La rue s'étend à l'origine sur les communes de Vaugirard et de Montrouge (Petit-Montrouge), la limite entre ces deux communes se situant au niveau de la « rue de Vanves » (actuelle rue Raymond-Losserand). 
La voie est intégrée à Paris à la suite de l'annexion totale ou partielle de ces communes en 1860. La partie anciennement sur Vaugirard est appelée « rue du Chemin-de-Fer », celle de Montrouge « rue du Château-du-Maine ». Les deux morceaux sont réunis et obtiennent leur nom actuel le 10 novembre 1873.
En 1940, le boulevard Pasteur est étendu sur la rue du Château au niveau du pont qui surplombe les voies de la gare Montparnasse (zone qui devient en 1958 le pont des Cinq-Martyrs-du-Lycée-Buffon, puis en 1992 l'actuelle place des Cinq-Martyrs-du-Lycée-Buffon). 
Dans les années 1980, la création de la place de Catalogne supprime une centaine de mètres de la rue du Château.

## Dans la littérature
- Marcel Duhamel évoque longuement la rue du Château dans son autobiographie Raconte pas ta vie[1].
- Dans La Consolation des voyages (2004), qualifié de « faussement autobiographique » par son auteur Jean-Luc Coatalem (né en 1959), celui-ci décrit à la fois l'aspect qu'avait, à la fin des années 1970, « la rue du Château, derrière le massif de la gare Montparnasse, où s'entremêlaient rails, ponts et bureaux administratifs » et le « bâtiment terne du Montrouge Hôtel, une étoile », en évoquant l'ambiance qui régnait alors dans un « hôtel garni[2] » du quartier de Plaisance.

Dans Mes pas vont ailleurs (2017), le même auteur mentionne à nouveau le « modeste garni » et la rue où, « étudiant monté à Paris », il logeait lorsqu'il avait vingt ans : « Anodine et sans âme, oubliée derrière la gare, la rue du Château me plaisait cependant car elle avait vu graviter autour d'elle la constellation des surréalistes – au no 54, en 1928, Queneau, Prévert, Artaud et Breton organisèrent leurs séances. À cause du silence et d'un manque navrant d'activité, on s’y sentait, surtout le dimanche, comme à la campagne. »

## Bâtiments remarquables et lieux de mémoire

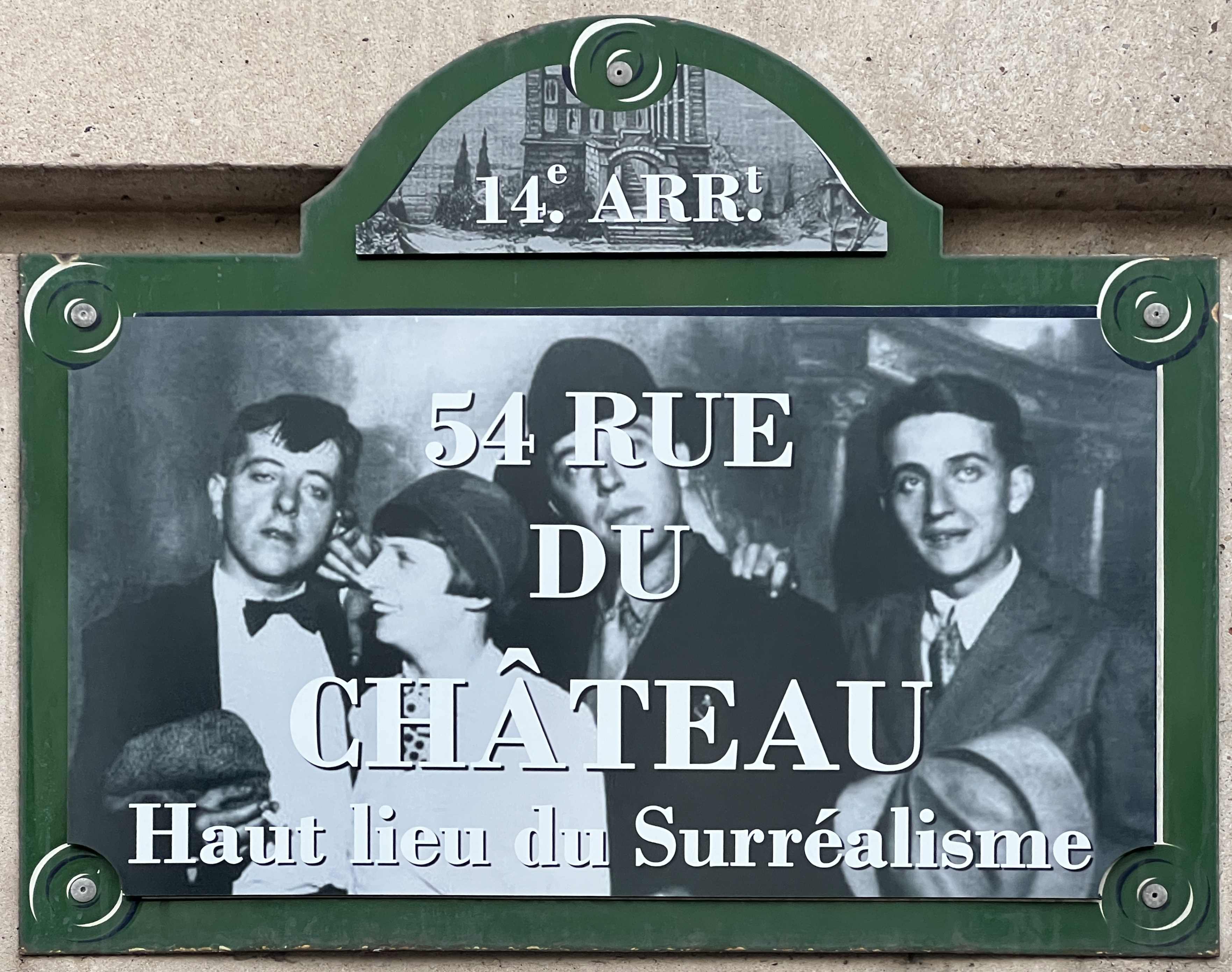
Plaque au 54 de la rue.

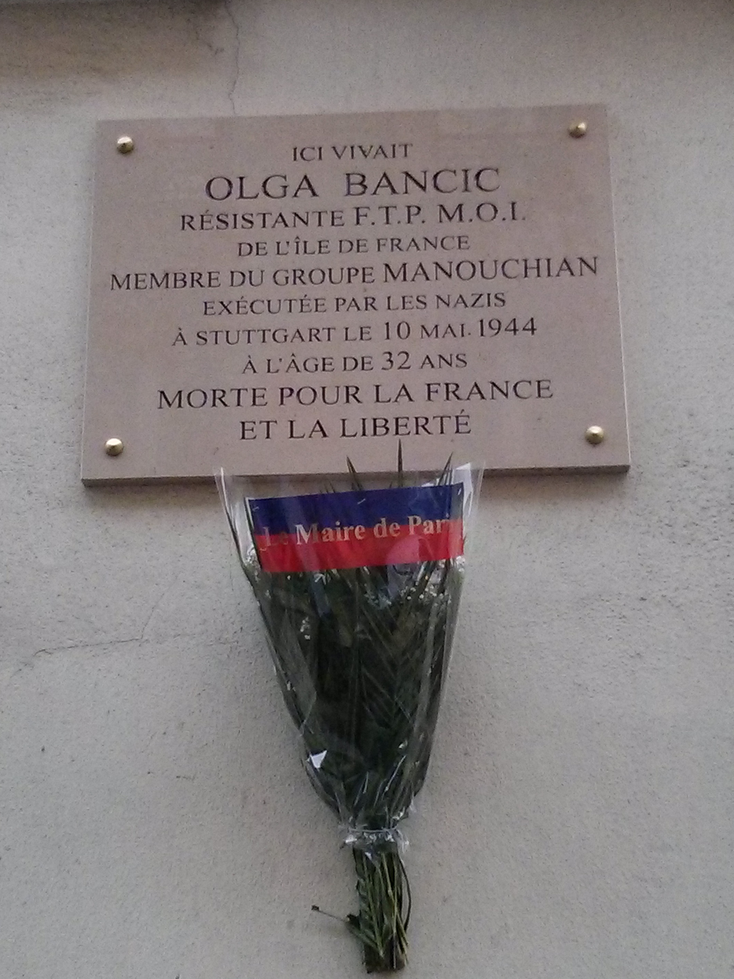
Plaque au no 114.

- No 54 : emplacement de l'ancienne maison (détruite) dans laquelle se réunissaient, de 1924 à 1929[4], des membres du mouvement surréaliste. C'était Jacques Prévert (1900-1977) et Yves Tanguy (1900-1955) qui avaient repéré cette « boutique de marchand de peaux de lapins à louer, surmontée d'un petit logement », située « en face d'un bougnat-bistrotier[1] » que louait Marcel Duhamel (1900-1977) et dans lequel ils cohabitaient. Pierre Prévert (1906-1988), Benjamin Péret (1899-1959) et Raymond Queneau (1903-1976), notamment, venaient souvent passer la nuit dans ce logement collectif.
- No 114 : Olga Bancic (1912-1944), résistante FTP-MOI membre du groupe Manouchian y a vécu. En 2015, une plaque commémorative est apposée sur la façade pour lui rendre hommage[5] ;
- No  124 au 146 : s'élevait le Château du Maine rendez-vous de chasse construit par le duc du Maine sur un terrain lui venant en 1692 de sa femme,  petite-fille du Grand Condé à qui appartenait ce lieu-dit :  Terriers aux Lapins. Ce château dont l'entrée principale était à l'ex numéro 142 de cette rue, comportait de grandes dépendances, parcs et jardins s'étendant sur une superficie de 30,000 mètres carrés.
En 1821, le géographe Jean Léon Sanis (1801-1879), réalisa sur une pelouse du parc le premier Géorama représentant la France entière avec un morceau de la Méditerranée la Corse, la Suisse et une partie de la Belgique, ainsi qu'un morceau de l'Océan Atlantique, le tout sur une superficie de 33 ares. Cette attraction qui se visitait  moyennant un droit d'entrée de 2 francs, connut un beau succès mais s'arrêta en 1844, à la suite d'un incendie. Tous ces lieux étaient alors situés sur le territoire du Petit Montrouge avant leur annexion à Paris en 1859[6]

Acheté en 1842 par un dénommé Couesnon dont le fils, lotit le parc entre 1858 et 1860 ce qui forme aujourd'hui le quartier de Plaisance. En 1898 le château et le parc furent vendus à la Compagnie Générale des Omnibus qui rasa le château et son parc pour y installer ses dépôts et ateliers.
- No 124 (et 45, rue Raymond-Losserand) : immeuble d'angle, dont le rez-de-chaussée comporte la devanture d'une ancienne boulangerie-pâtisserie, installée à la fin du XIXe siècle[7].
- no 149 : l'écrivain et critique d'art hongrois Emil Szittya (1886-1964) y vécut de 1945 et jusqu'à sa mort dans un petit deux-pièces, au-dessus d'une cellule du Parti communiste[8].
- N° 158 : immeuble (deuxième moitié du XIXe siècle ou début du XXe siècle[9]), en brique rouge, occupé par un établissement hôtelier de 120 chambres affichant trois étoiles.

La présence d’un hôtel meublé exploité sous la dénomination « Montrouge-Hôtel » est attesté en ce lieu dès avant 1935 et encore en 1975.
– Ludwig Turek (1898-1975), auteur prolétarien communiste allemand exilé en France depuis 1933, y loge vers 1939. Il évoquera, sans le nommer, le « petit hôtel » du « 158, rue du Château » dans son roman Die letzte Heuer (Les derniers marins) paru en 1950.
– L’auteur français Jean-Luc Coatalem (né en 1959) y passe deux années, dans sa jeunesse (voir-ci-desssus).
Depuis, l'hôtel a changé de nom après une transaction immobilière et une campagne de restauration.